# كوماتشيو

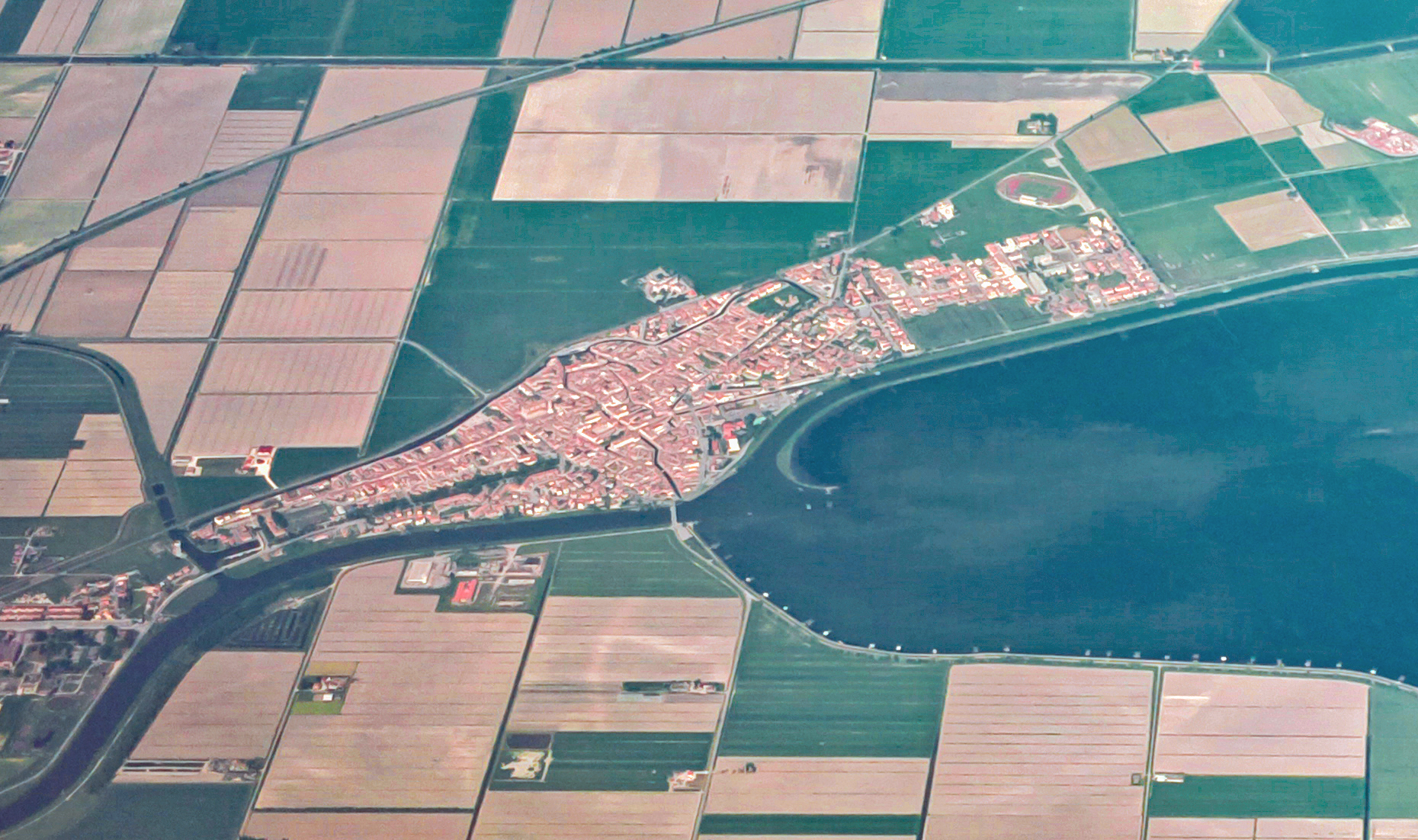
Comacchio

كوماتشيو (بالإيطالية: Comacchio)‏ هي بلدية في مقاطعة فيرارا في إقليم إميليا رومانيا الإيطالي.

## السكان
في سنة 1861 بلغ عدد السكان 8٬484 نسمة، وتطور العدد ليصل في سنة 2011 لـ 22٬648 نسمة.
يظهر هذا المخطط البياني تطور النمو السكاني لـ كوماتشيو

## معرض صور

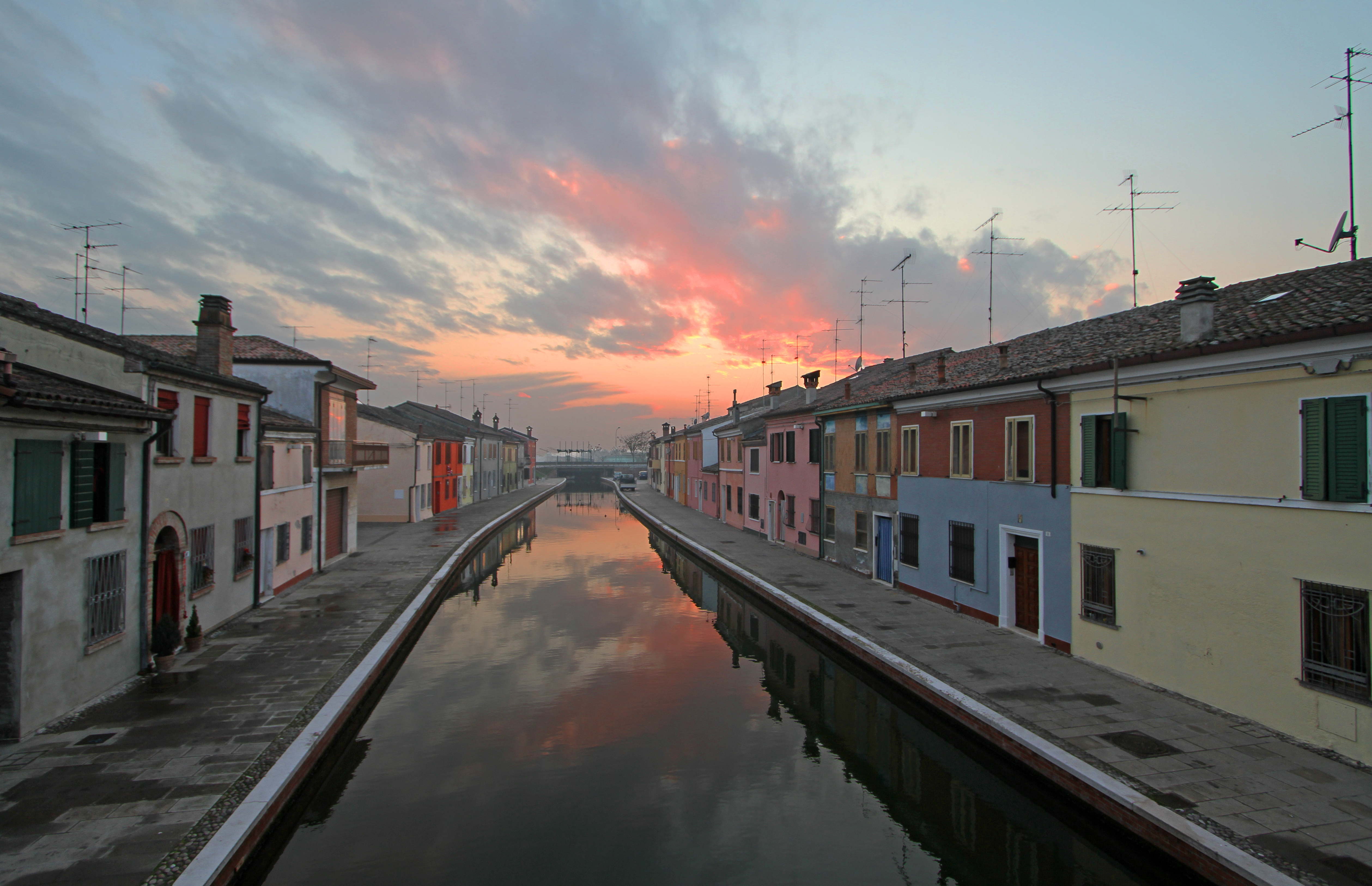
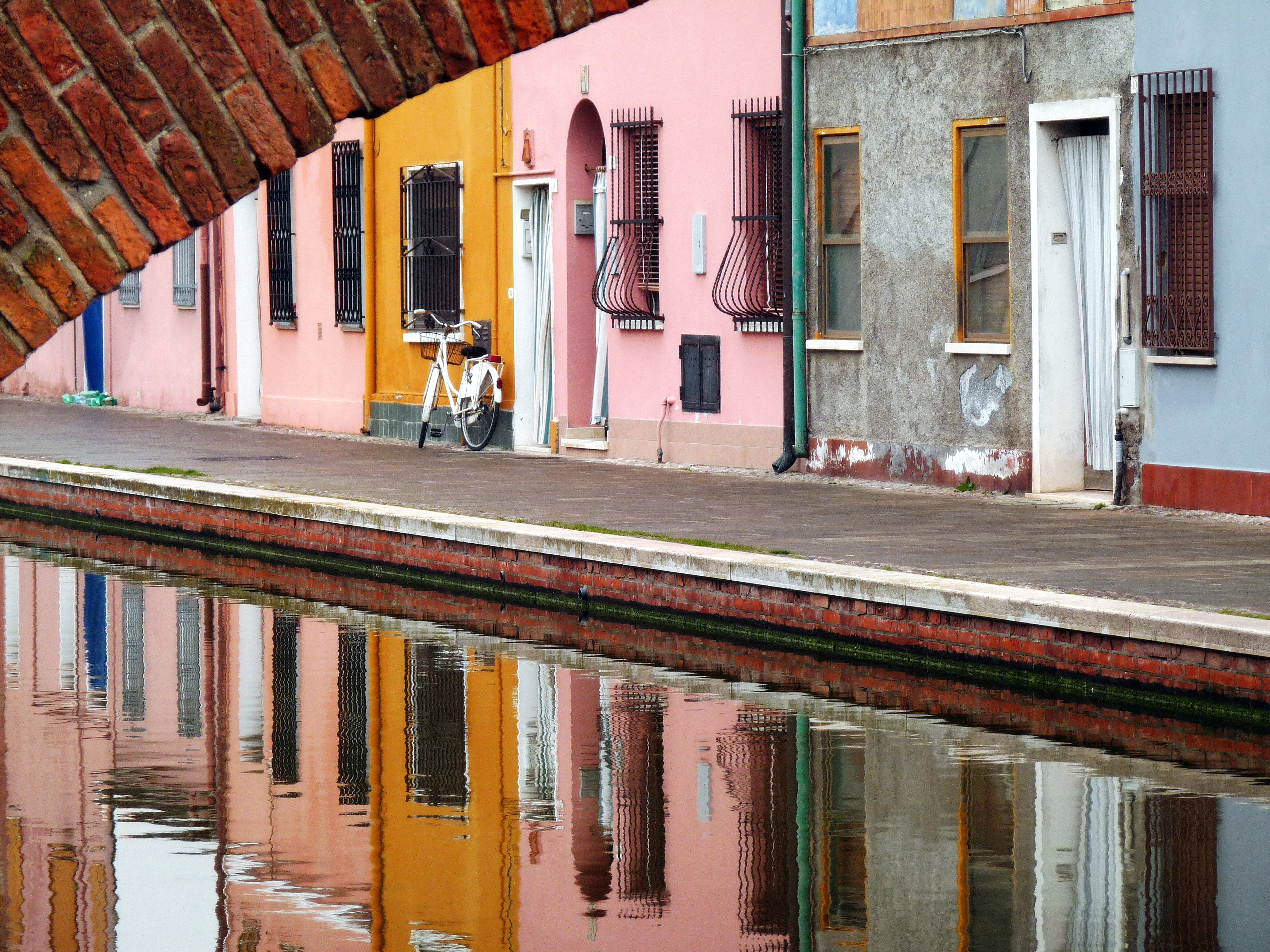
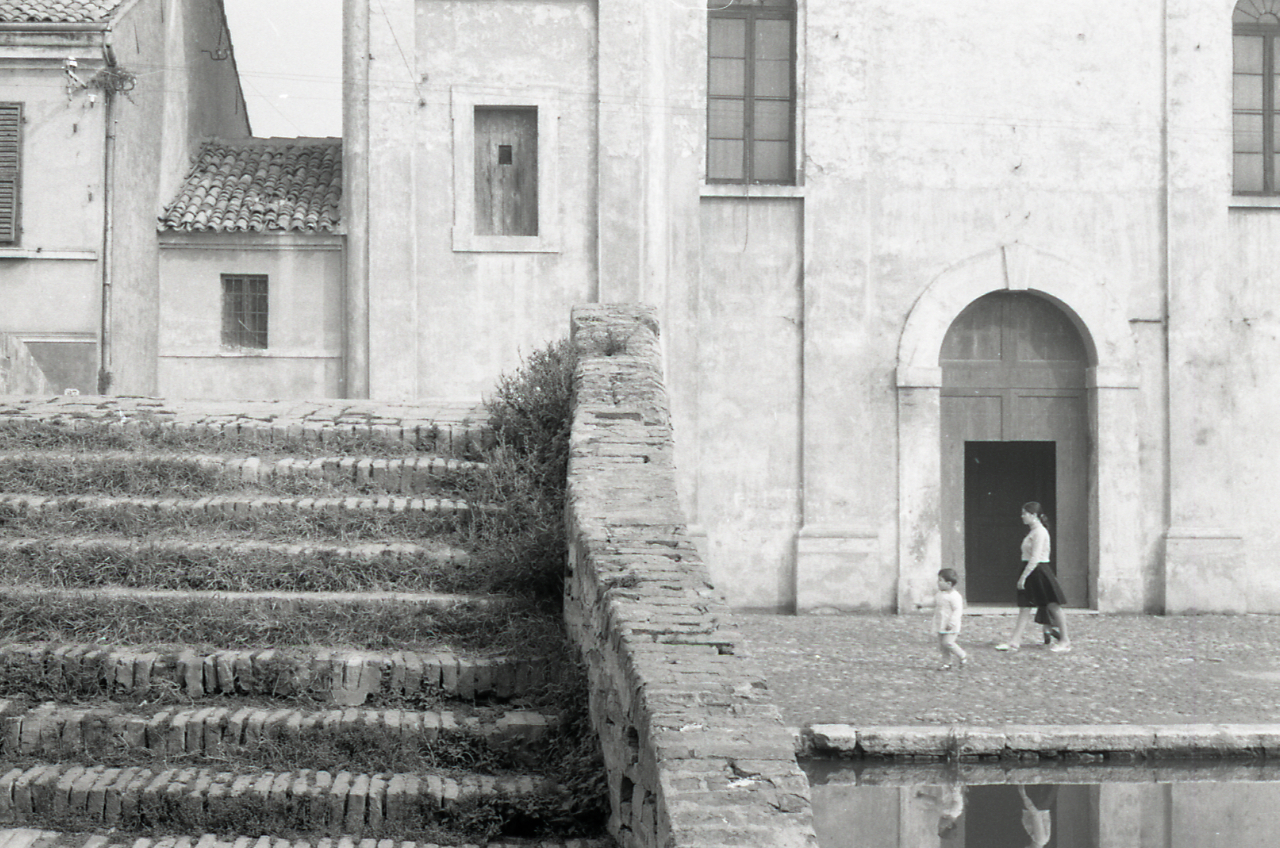

## أعلام
- أنديرس لاسين
- بييرو أنطونيو بونيت
- ايمانويل نوردي